# Kotiszo
Kotiszo dák király i. e. 30 körül nagyjából a jelenlegi Olténia és Bánság egy részén uralkodott.

## Élete, uralkodása
Boirebisztasz (Burebista) I. e. 44-ben bekövetkezett halálát követően a Dák Királyság darabjaira hullott, a 44 után hatalomra került Dekaineosz hiába próbálta meg összetartani a birodalmat.
A tulajdonképpeni Dák Királyság birtokában csak központi terület maradt meg, nagyjából a későbbi Dél-Erdély, Sarmisegethuza székhellyel, a jelenlegi Munténia, Olténia, Moldva és Dobrudzsa területén független államocskák jöttek létre.
Kotiszo állama nagyjából a mai Olténia és a Bánság hegyvidéki területeinek egy részén húzódott. A dák király a forrásokban a Marcus Antonius és Octavianus közti polgárháború kapcsán jelenik meg. A harcok idején mindkét fél igyekezett megnyerni magának Kotiszo segítségét, ennek érdekében - Appianosz és Caius Suetonius Tranquillus történetírók szerint eljegyezte vele lányát, Iuliat. Kotiszo később azonban felbontotta az eljegyzést és Marcus Antonius pártjára állt, akinek vereségét követően Octavianus büntetőhadjáratot indított a dák uralkodó ellen, melynek során a római hadakat vezető Marcus Licinius Crassus győzelmet aratott.
Augustus később, a Res Gestae Divi Augusti című művében kijelenti, hogy Kotiszo behódolt Rómának, ez azonban nyilvánvalóan propaganda, ugyanis mind Suetonius, mind Florus megemlítik, hogy a dákok még Octavianus uralkodásának vége fele is rendszeresen vezettek rablóhadjáratokat a Dunától délre, amikor a folyó befagy, igaz Suetonius szerint a császár végül nagy nehézségek árán véget vetett ezeknek a betöréseknek, a dákoknak "három vezérét is megölve".
Kotiszo további sorsa ismeretlen.